# Буш, Сэмюэль Прескотт
Сэмюэль Прескотт Буш (англ. Samuel Prescott Bush; 4 октября 1863 — 8 февраля 1948) — американский промышленник и предприниматель. Основатель династии американских политиков, отец сенатора США Прескотта Буша, дед 41-го президента США Джорджа Буша, прадед 43-го президента США Джорджа Уокера Буша. 
Был женат на Флоре Шелдон, в семье было пятеро детей, повторно женился после гибели жены, сбитой автомобилем. Сфера интересов в бизнесе распространялась от стали и нефти до железнодорожных перевозок. После окончания Первой мировой войны и принятия программы по модернизации американского ВПК был ответственен за артиллерийское и стрелковое вооружения. Служил в Федеральном резервном банке Кливленда. Был назначен в президентскую комиссию президента Гувера по безработице.